# Royaume de Pannonie
L'expression impropre royaume de Pannonie est un abus de langage et un exemple de protochronisme propre aux sources secondaires hongroises, pouvant désigner quatre périodes successives de l'histoire de la Pannonie, région d'Europe centrale correspondant aux anciennes provinces romaines de Pannonie inférieure et supérieure, d'abord à l'époque de la fin de l'Empire romain d'Occident et des invasions barbares, puis à l'époque slavo-carolingienne et enfin dans la période séparant celle-ci de l'arrivée des Hongrois :
1. celle des incursions des Huns entre 434 et 453 dans ce territoire romain situé rive droite du Danube, à partir de leur Empire hunnique situé rive gauche (depuis 376 et jusqu'en 453)[1],[2] : selon un point de vue minoritaire mais largement diffusé en Hongrie, Attila (héros national dans ce pays, considéré comme un précurseur des premiers Hongrois) aurait annexé, gouverné et érigé la Pannonie en un royaume préfigurant le royaume hongrois[3] ;
2. celle de la présence des Ostrogoths dans ce territoire (entre 454 et 567), d'abord comme foederati de l'Empire romain avant leur migration vers la péninsule italique en 493[4] ; eux non plus n'ont pas érigé spécifiquement la Pannonie en royaume, mais, après la chute de l'Empire romain d'Occident en 476, elle fit partie du Royaume ostrogoth jusqu'à l'arrivée des Lombards en 567[5] ;
3. celle de la marche de Pannonie (en), l'une des marches orientales de l'Empire carolingien, créée en 796 dans le territoire pannonien alors peuplé de slaves occidentaux ;
4. celle de la principauté du Balaton, un knésat slave de la période 840 - 876 sur ce même territoire[6].